# Öster-Tjärnbotten
Öster-Tjärnbotten är en sjö i Sollefteå kommun i Ångermanland och ingår i Indalsälvens huvudavrinningsområde.